# Samory Fraga
Samory Uiki Bandeira Fraga (* 29. November 1996 in Porto Alegre) ist ein brasilianischer Leichtathlet, der sich auf den Weitsprung spezialisiert hat.

## Sportliche Laufbahn
Samory Bandeira sammelte 2012 erste internationale Erfahrung in Wettkämpfen im Dreisprung. 2013 gewann er die Goldmedaille bei den Brasilianischen U18-Meisterschaften. Im Juli nahm er in Donezk an den U18-Weltmeisterschaften teil. Dabei zog er mit Bestleistung von 7,66 m in das Finale ein, in dem er schließlich den neunten Platz belegte. Später im August scheiterte er in der Qualifikation bei den U20-Panamerikameisterschaften in Kolumbien. 2014 gewann er Silber bei den Brasilianischen U20-Meisterschaften. 2015 trat er in Ecuador bei den U20-Südamerikameisterschaften an und konnte mit einer Weite von 7,62 m die Goldmedaille gewinnen. Ende Juli nahm er in Edmonton zum zweiten Mal an den U20-Panamerikameisterschaften teil. Diesmal zog er in das Finale ein, das er als Siebter beendete.
Der aus Porto Alegre stammende Athlet nahm 2016 ein Studium der Internationalen Beziehungen an der University of Kent in den USA auf. 2018 verbessert er sich im April auf eine Weite von 7,82 m. Ende September nahm er an den U23-Südamerikameisterschaften teil und konnte im Finale die Goldmedaille gewinnen. 2020 wurde er mit neuer Bestleistung von 7,93 m Brasilianischer Vizemeister. 2021 verbesserte sich Bandeira im April auf 8,23 m und übertraf damit die geforderte Qualifikationsnorm für die Olympischen Sommerspiele in Tokio um einen Zentimeter. Ende Mai trat er in Ecuador zum ersten Mal bei den Südamerikameisterschaften an und belegte den vierten Platz.
Bei den Olympischen Spielen verpasste er mit 7,88 m in der Qualifikation den Einzug in das Finale. Insgesamt belegte er bei seinem Olympiadebüt den 16. Platz. Im Februar 2022 trat er bei den Hallensüdamerikameisterschaften in Bolivien an und konnte mit neuer Bestweite von 7,82 m die Bronzemedaille gewinnen. Einen Monat später startete er bei den Hallenweltmeisterschaften in Belgrad und belegte dort den neunten Platz der insgesamt 14 Starter. Im Juli nahm er in den USA zum ersten Mal an den Weltmeisterschaften teil. In der Qualifikation kam er allerdings lediglich auf 7,51 m und schied damit weit abgeschlagen aus.

## Wichtige Wettbewerbe
| Jahr                  | Veranstaltung                   | Ort                   | Platz                 | Disziplin             | Weite                 |
| Startet für Brasilien | Startet für Brasilien           | Startet für Brasilien | Startet für Brasilien | Startet für Brasilien | Startet für Brasilien |
| --------------------- | ------------------------------- | --------------------- | --------------------- | --------------------- | --------------------- |
| 2013                  | U18-Weltmeisterschaften         | Donezk                | 9.                    | Weitsprung            | 7,29 m                |
| 2013                  | U20-Panamerikameisterschaften   | Medellín              | 10. (Quali.)          | Weitsprung            | 6,83 m                |
| 2015                  | U20-Südamerikameisterschaften   | Cuenca                | 1.                    | Weitsprung            | 7,62 m                |
| 2015                  | U20-Panamerikameisterschaften   | Edmonton              | 7.                    | Weitsprung            | 7,44 m                |
| 2018                  | U23-Südamerikameisterschaften   | Cuenca                | 1.                    | Weitsprung            | 7,42 m                |
| 2021                  | Südamerikameisterschaften       | Guayaquil             | 4.                    | Weitsprung            | 7,93 m                |
| 2021                  | Olympische Sommerspiele         | Tokio                 | 16.                   | Weitsprung            | 7,88 m                |
| 2022                  | Hallensüdamerikameisterschaften | Cochabamba            | 3.                    | Weitsprung            | 7,82 m                |
| 2022                  | Hallenweltmeisterschaften       | Belgrad               | 9.                    | Weitsprung            | 7,87 m                |
| 2022                  | Weltmeisterschaften             | Eugene                | 27.                   | Weitsprung            | 7,51 m                |

## Persönliche Bestleistungen
Freiluft
- Weitsprung: 8,23 m, 24. April 2021, Bragança Paulista

Halle
- Weitsprung: 7,87 m, 18. März 2022, Belgrad